# Дитрих VII/IX (Клеве)
Дитрих VII/IX (на немски: Dietrich VII/IX, * 1291, † 7 юли 1347) е граф на Клеве от 1310 до 1347 г.
Той е най-възрастният син на граф Дитрих VI/VIII фон Клеве († 4 октомври 1305) и втората му съпруга Маргарета фон Ной-Кибург фон Хабсбург († вер. 1333). През 1297 г. той е сгоден за Маргарета фон Гелдерн, дъщерята на граф Райналд I фон Гелдерн и се жени за нея през 1308 г.
Дитрих става с големи трудности граф на Клеве след ранната смърт на по-големия му полубрат Ото през 1310 г.
През 1318 г. той се разбира с неговия по-малък брат Йохан за наследството. Той му отстъпва земята Лин и му осигурява посланичество в графство Клеве, ако няма синове. През 1333 г. Дитрих планува да раздели графството си между дъщерите си, но през 1338 г. тези планове отпадат. Накрая графството попада на брат му. Дитрих издига Уедем и Зонсбек на градове и основава през 1334 г. манастир на замък Монтерберг при Калкар, който измества обаче през 1341 г. в град Клеве. Дитрих е погребан в намиращата се още в строеж манастирска църква в Клеве.

## Семейство и деца
На 7 май 1308 г. Дитрих се жени за Маргарета фон Гелдерн († 1333), дъщерята на граф Райналд I фон Гелдерн († 1326). Той е баща на дъщерите:
- Маргарет фон Клеве († сл. 1348), омъжва се на 15 март 1332 г. за граф Адолф II фон Марк († 1347)
- Елизабет, омъжва се първо за Герард ван Воорне († 1337), след това през 1338 г. за ландграф Ото II фон Хесен († 1366), който става легендарна фигура като Ото дер Шюц, бракът е бездетен.

През 1340 г. Дитрих се жени втори път за Мария фон Юлих († 1353), дъщеря на граф Герхард V фон Юлих († 1328). Тя е вдовица на граф Хайнрих II фон Вирнебург († 1338). Той е баща на:
- Мария, за нея няма никакви сведения.

Неговата вдовица Мария фон Юлих се омъжва за Конрад II фон Зафенберг († 1377).